# Episodi di Standoff
La prima e unica stagione della serie televisiva Standoff è formata da 18 episodi. Negli Stati Uniti è stata trasmessa sul canale Fox dal 5 settembre 2006 al 20 luglio 2007. La serie, negli USA, è stata interrotta nel dicembre del 2006 ma è stata ufficialmente cancellata dopo la messa in onda di soli 11 episodi, il 16 maggio 2007. L'8 giugno 2007 la serie è stata riesumata per completare la normale programmazione prevista dall'emittente.
Mediaset ha trasmesso la serie su Italia 1 a partire da venerdì 8 agosto 2008 in prima serata alle 21:10 con un triplo episodio, ma inspiegabilmente si è fermata al 12º episodio, nonostante i buoni ascolti, il 29 agosto dello stesso anno. I 6 episodi rimasti sono andati in onda a partire dal 5 dicembre 2008 fino al 9 gennaio 2009, sempre ogni venerdì alle ore 22.05 dopo un episodio della serie tv CSI Miami. Dopo però gli scarsi ascolti dell'episodio 13. hanno preferito mettere due episodi di CSI: Miami e spostare Standoff in seconda serata alle ore 23.05.
| nº | Titolo originale          | Titolo italiano        | Prima TV USA      | Prima TV Italia  |
| -- | ------------------------- | ---------------------- | ----------------- | ---------------- |
| 1  | Pilot                     | Relazioni interrotte   | 5 settembre 2006  | 8 agosto 2008    |
| 2  | Circling                  | Terrore ad alta quota  | 12 settembre 2006 | 8 agosto 2008    |
| 3  | Shanghai'd                | Rapimento e riscatto   | 19 settembre 2006 | 8 agosto 2008    |
| 4  | Partners in Crime         | Bonnie & Clyde         | 26 settembre 2006 | 15 agosto 2008   |
| 5  | Life Support              | Una sorella da salvare | 31 ottobre 2006   | 15 agosto 2008   |
| 6  | One Shot Stop             | Morte al primo colpo   | 7 novembre 2006   | 15 agosto 2008   |
| 7  | Man of Steele             | On the radio           | 14 novembre 2006  | 22 agosto 2008   |
| 8  | Heroine                   | Il molestatore         | 21 novembre 2006  | 22 agosto 2008   |
| 9  | Peer Group                | Bullismo               | 28 novembre 2006  | 22 agosto 2008   |
| 10 | The Accidental Negotiator | Negoziatrice per caso  | 5 dicembre 2006   | 29 agosto 2008   |
| 11 | Borderline                | Linea di confine       | 12 dicembre 2006  | 29 agosto 2008   |
| 12 | No String                 | Un uomo perbene        | 8 giugno 2007     | 29 agosto 2008   |
| 13 | Backfire                  | Il rito di Neal        | 15 giugno 2007    | 5 dicembre 2008  |
| 14 | Road Trip                 | L'apocalisse           | 22 giugno 2007    | 12 dicembre 2008 |
| 15 | Lie to Me                 | Vendetta               | 29 giugno 2007    | 19 dicembre 2008 |
| 16 | Ex-Factor                 | Fattore Ex             | 6 luglio 2007     | 26 dicembre 2008 |
| 17 | Kids in the Hall          | Ragazzi in gabbia      | 13 luglio 2007    | 2 gennaio 2009   |
| 18 | Severance                 | Doppio sequestro       | 20 luglio 2007    | 9 gennaio 2009   |

## Relazioni interrotte
- Titolo originale: Pilot
- Diretto da: Tim Story
- Scritto da: Craig Silverstein

### Trama
Matt (Ron Livingstone) è al telefono con un uomo particolarmente nervoso e agitato con due bambini in macchina. L'uomo si trova al centro di un incrocio stradale e tutt'intorno è circondato dalle forze speciali pronti ad entrare in azione..
Il tipo in auto notando i tiratori in posizione minaccia di uccidere se stesso e i suoi bambini, allora Matt cerca di riportarlo alla realtà e alla fine gli confessa che anche la sua vita è continuamente in bilico visto che è innamorato della sua collega e ogni giorno vive in ansia per la sua vita a causa del lavoro pericoloso che fanno.
Risolto brillantemente il caso, Matt ed Emily si scontrano su quello che lui ha dichiarato apertamente a tutti e del rischio professionale che corrono...
Intanto un ragazzo si lega al petto un busto esplosivo, poi entra in un bar e minaccia di farsi esplodere prendendo i clienti in ostaggio. Matt ed Emily intervengono e dalle prime indagini risulta che il ragazzo è figlio di un senatore in campagna elettorale. Emily allora dice al ragazzo di prendere lei in ostaggio lasciando liberi gli altri, il ragazzo accetta e Matt è preoccupato di questa decisione ma non resta che accettare. dopo un quarto d'ora Emily e il ragazzo( tenendo Emily per il collo)escono e il ragazzo si fa arrestare...

## Terrore ad alta quota
- Titolo originale: Circling
- Diretto da: Brad Turner
- Scritto da: Craig Silverstein

### Trama
Un aereo di linea si scontra con un altro aereo che viaggiava sulla stessa traiettoria, la colpa ricade tutta sul controllore di volo, che viene sospeso dal servizio in attesa dell'esito delle indagini ma nonostante questo si presenta ugualmente al lavoro prendendo in ostaggio tutti i suoi colleghi, mettendo in serio pericolo tutti gli aerei in volo.

## Rapimento e riscatto
- Titolo originale: Shanghai'd
- Diretto da: David Straiton
- Scritto da: David Levinson

### Trama
Una bambina orientale di chiare origini aristocratiche viene rapita e la sua guardia del corpo uccisa. Viene subito chiesto un grosso riscatto. La squadra di Matt ed Emily interviene subito.
Il padre della ragazzina in passato aveva organizzato a sua volta un sequestro con riscatto in complicità con gli uomini che ora hanno rapito sua figlia, qualcosa era andato storto e gli uomini si erano ritrovati con un pugno di mosche in mano quindi gli hanno rapito la figlia per vendicarsi e avere il denaro mai ricevuto più ovviamente un bonus.

## Bonnie & Clyde
- Titolo originale: Partners in Crime
- Diretto da: David Straiton
- Scritto da: Joy Kecken

### Trama
Un rapinatore di banche che tra gli ostaggi prende sempre di mira donne con auto veloci e potenti, Matt ed Emily ricevono una lista di prossime banche che il rapinatore potrebbe aver preso di mira.
In realtà le donne che il rapinatore catturerebbe altre non sono che una sola persona, la sua ragazza che ogni volta si finge una persona diversa con un trucco e una parrucca diversi.

## Una sorella da salvare
- Titolo originale: Life support
- Diretto da: Glen Mazzara
- Scritto da: Glen Mazzara e Linda Gase

### Trama
Un ragazzo armato, M.J. entra nella sala operatoria di un grande ospedale prendendo in ostaggio il personale medico in quel momento impegnato in una delicata operazione a cuore aperto.
Il ragazzo chiede a gran voce di un certo dottor Khoury, che sarebbe l'unico in grado di salvare sua sorella gravemente malata, ma in quel momento il dottor Khoury non è presente in ospedale.

## Morte al primo colpo
- Titolo originale: One shot stop
- Diretto da: Terrence O'Hara
- Scritto da: Juan Carlos Coto

### Trama
Un misterioso cecchino uccide alcuni passanti, la squadra interviene cercando di tracciare la traiettoria da cui sono partiti i colpi, intanto ricevono una strana lettera dal cecchino che chiede che sia pubblicata.
Matt ed Emily credevano che il cecchino fosse un noto serial killer denominato G.L.A. ma quando, riescono a catturarlo scoprono che in realtà è il fratello di G.L.A. di cui cercava di imitarne le imprese. Il vero G.L.A. infatti ricomincia a colpire e ad uccidere.

## On the radio
- Titolo originale: Man of steele
- Diretto da: Steve Gomer
- Scritto da: Adam Targum

### Trama
Un uomo, Doug, e sua moglie nonostante numerosi tentativi, non sono riusciti ad avere un figlio. La soluzione è Trina Flax, disposta a cedergli il bambino che sta per avere in cambio di denaro. Ottenuto il denaro, la donna però sparisce e Doug, dopo aver sparato all'assistente sociale, complice di Trina, va a casa della donna che non c'è e vi si barrica dentro con il bambino di Trina appena nato.

## Il molestatore
- Titolo originale: Heroine
- Diretto da: Jonathan Glassner
- Scritto da: Stacy Rukeyser

### Trama
Matt ed Emily devono cercare di liberare Anya, una ragazza che è stata prelevata dalla sua auto ed è tenuta in ostaggio in casa sua da un malvivente. Matt finisce per prendere troppo a cuore il caso, e ciò, oltre a compromettere la sua carriera, rischia di mettere in crisi il suo rapporto con Emily.

## Bullismo
- Titolo originale: Peer group
- Diretto da: Robert Duncan McNeill
- Scritto da: Daniel Knauf

### Trama
Un gruppo di studenti, vittime del bullismo, decide di sequestrare i propri persecutori e vendicarsi per umiliarli di fronte a tutto il liceo con un processo trasmesso in diretta da un sito Internet. L'FBI interviene e inizia la trattativa, nel corso della quale scoprirà che Owen (Noel Fisher), uno dei sequestratori, ha accettato di unirsi ai suoi compagni, non per vendicarsi, ma per autopunirsi perché si sente in colpa per non essere riuscito a salvare la madre malata di cancro.

## Negoziatrice per caso
- Titolo originale: The accidental negotatior
- Diretto da: Craig Ross Jr.
- Scritto da: Daniel Knauf

### Trama
Un'impiegata di una cooperativa di credito, cui è stato appena notificato il licenziamento, si trova per caso a dover rivestire il ruolo di negoziatrice nel corso di un sequestro verificatosi in una filiale dell'azienda. Matt ed Emily cercano di insegnarle i trucchi del mestiere, ma la donna prende spesso l'iniziativa, violando le regole, ma riuscendo, nonostante tutto, a condurre la vicenda a buon fine.

## Linea di confine
- Titolo originale: Boderline
- Diretto da: Tim Story
- Scritto da: Juan Carlos Coto e Linda Gase

### Trama
Matt ed Emily si trovano coinvolti, insieme con alcuni agenti della DEA, in un tentativo di liberazione di una donna e un bambino prigionieri di un malvivente messicano.

## Un uomo perbene
- Titolo originale: No string
- Diretto da: Jonathan Glassner
- Scritto da: Chris Black e Daniel Knauf

### Trama
Paul Fisk, un agente del Dipartimento per la Sicurezza della Patria che lavora al porto di Los Angeles, sequestra tre ostaggi e un container carico di clandestini. Dà l'impressione di un tutore dell'ordine corrotto: in realtà è vittima di un ricatto. Nel container, infatti, c'è il figlio di Sadka, una terrorista islamica ricercata nel Sud-Est Asiatico. La donna vuole salvare il figlio braccato dai servizi segreti del suo paese cercando di farlo espatriare. Per costringere Fisk ad aiutarla e fare passare il container dalla dogana senza che venga sottoposto a ispezione, la donna prende in ostaggio le figlie dell'agente minacciando di ucciderle.

## Il rito di Neal
- Titolo originale: Backfire
- Diretto da: Jonathan Glassner
- Scritto da: Craig Silverstein

### Trama
Matt ed Emily negoziano con due rapinatori armati di banca che prendono diverse persone in ostaggio...
Il treno della metropolitana è stato sequestrato da tre banditi con caschi in testa e tute da sci, che li rendono irriconoscibili. Hanno rapinato una banca e sperano di farla franca grazie agli ostaggi.

## L'apocalisse
- Titolo originale: Road trip
- Diretto da: John Badham
- Scritto da: Adam Targum e Juan Carlos Coto

### Trama
Darah, figlia del leader di culto poligamo Warren Keegan (ricercato dall'FBI per aver aggredito un federale), tenta di fuggire da suo padre e riunirsi con la sorella, ma Warren, con le sue 3 mogli, la rapisce.

## Vendetta
- Titolo originale: Lie to Me
- Diretto da: Michael Grossman
- Scritto da: Craig Silverstein

### Trama
Un giovane ragazzo è rapito dai suoi genitori: l'obiettivo è attirare l'attenzione di Emily. Un video contenente il messaggio "Emily Lehman ha fatto questo" viene infatti recapitato ai media...

## Fattore Ex
- Titolo originale: Ex-factor
- Diretto da: Jonathan Glassner
- Scritto da: Juan Carlos Coto

### Trama
Il testimone chiave in un caso federale di riciclaggio di denaro sporco e la sua moglie sono tenuti in ostaggio durante il processo...

## Ragazzi in gabbia
- Titolo originale: Kids in the hall
- Diretto da: David Straiton
- Scritto da: Sarah Watson

### Trama
Il luogo del rapimento è il Dunne Hill Minor Detention Center, dove i giovani detenuti prendono diverse guardie in ostaggio. Tuttavia, gli adolescenti detenuti non hanno l'intenzione di fuggire dal carcere, ma hanno solo l'obiettivo di ottenere l'attenzione di un senatore per chiedere che il carcere rimanga aperto evitando così il trasferimento in un nuovo impianto, che sarebbe sovraffollato...
Matt avverte Nathan, il capo della rivolta, che gli è stata tesa una trappola dal senatore, che lo vuole morto. così Matt viene sospeso ed Emily diventa il primario. Matt si arrabbia.
Alla fine l'FBI fa irruzione, dopo che matt ha scoperto gli interessi del senatore che vuole chiudere Dunne Hill.
Emily e Matt si lasciano.

## Doppio sequestro
- Titolo originale: Severance
- Diretto da: Jesse Bochco
- Scritto da: Craig Silverstein

### Trama
Un dirigente aziendale prende in ostaggio 16 membri dell'assemblea dei soci. Matt ed Emily risolvono la situazione e si lasciano prendere dalla passione. Nel frattempo un grave conflitto domestico si sta tramutando in tragedia. Matt cerca di risolvere la situazione, mentre Emily è ad un appuntamento con un uomo che ha conosciuto, per far ingelosire Matt. ma la moglie del sequestratore prende in ostaggio la madre di lui ed Emily deve intervenire. alla fine Matt ed Emily capiscono che i due coniugi si amano ancora e stanno per risolvere la situazione quando l'FBI fa irruzione.
Emily e Matt tornano insieme.